# Mertapada Kulon
Mertapada Kulon is een bestuurslaag in het regentschap Cirebon van de provincie West-Java, Indonesië. Mertapada Kulon telt 6610 inwoners (volkstelling 2010).